# Joy de V.
Joy de V è un film del 2013 scritto, diretto e prodotto da Nadia Szold.

## Trama
Roman, giovane truffatore, finge di avere una disabilità mentale per percepire degli assegni poiché quella è la sua unica fonte di reddito. Sua moglie Joy, arrivata al settimo mese di gravidanza, una mattina sparisce all'improvviso senza lasciare tracce. Come se non bastasse riceve una lettera che gli comunica che da quel momento in poi, considerate le sue condizioni di salute ottimali, non percepirà più alcun assegno di invalidità. Per dimostrare la sua follia decide di commettere gesti inconsulti in pubblico. Prima di mettere in scena il suo sproloquio, l'assenza della moglie si fa sentire e l'uomo dimentica il suo folle piano.